# Курепанов, Денис Олегович
Денис Олегович Курепанов (род. 30 марта 1988, Барнаул) — российский хоккеист, нападающий.

## Биография
Отец играл в футбол на любительском уровне. В пять лет Курепанов встал на коньки, с шести лет — воспитанник барнаульского СКИФ, тренер Сергей Толстов. Также занимался футболом в «Темпе», тренер Александр Горбунов. С 12 лет — в юношеской команде омского «Авангарда», через два года перешёл в «Салават Юлаев».
В сезоне 2003/04 дебютировал в команде первой лиги «Салават Юлаев-2», за которую отыграл следующие три года. В сезоне 2007/08 выступал за «Торос» Нефтекамск из высшей лиги и его фарм-клуб «Торос-2». Затем вернулся в «Салават Юлаев-2», который в сезоне 2009/10 играл в МХЛ под названием «Толпар». Сезон 2010/11 провёл в команде ВХЛ «Крылья Советов». 31 августа 2011 года подписал двухлетний двусторонний контракт с клубом КХЛ «Металлург» Новокузнецк. 14 июня 2013 года продлил двустороннее соглашение на год и вскоре был выставлен на драфт расширения в связи с включением в КХЛ «Адмирала». 19 марта 2014 года продлил двусторонний контракт ещё на два года. 23 июня 2015 года покинул «Металлург» и через три дня перешёл в клуб ВХЛ «Торос», в декабре перешёл в «Ариаду» Волжск, в январе — в «Спутник» Нижний Тагил. играл в ВХЛ за «Нефтяник» Альметьевск (2017/18), «Чэнтоу» (Китай) и «Зауралье» Курган (2018/19), «Южный Урал» Орск (2019/20). В 2020 году перешёл в клуб чемпионата Казахстана «Бейбарыс» Атырау. В середине следующего сезона перешёл во француский клуб «Бриансон», где провёл полтора сезона.
Бронзовый призёр МХЛ (2010), ВХЛ (2013, 2018).
С 2024 года — тренер в казанской хоккейной школе «Зилант».